# 松村光磨
松村 光磨（まつむら みつま、1894年（明治27年）1月8日 - 1970年（昭和45年）4月10日）は、戦災復興院次長などを務めた内務官僚で弁護士。名前は、光麿とも表記される。義父は明治・大正・昭和の外交官の本多熊太郎。

## 略歴
- 1918年（大正7年） - 東京帝国大学法科大学英法科を卒業して、内務省に入る。三重県警部属[2]
途中、長野県理事官、内務部地方課長、内務部社会産業地方課長を務める。
- 1928年（昭和3年） - 長崎県労務部長、同学務部長を務める。
途中、徳島県警察部長、内務省港湾課長を務める。
- 1934年（昭和9年） - 内務省河川課長を務める。
途中、内務省都市計画課長を務める。
- 1936年（昭和11年）3月13日 - 1937年（昭和12年）9月30日 - 栃木県知事を務める。
- 1937年（昭和12年） - 内務省計画局長となる。
- 1940年（昭和15年）4月9日 - 1942年（昭和17年）1月9日 - 神奈川県知事を務める。
- 1942年（昭和17年）1月9日 - 1943年（昭和18年）7月1日 - 東京府知事を務める。
- 1944年（昭和19年）8月1日 - 1945年（昭和20年）4月21日 - 広島県知事を務める。同年戦死した横山武彦中将の葬送に勅使として遣される[3]。
- 1945年（昭和20年） - 大日本防空協会会長および戦災復興院次長を務める。
- 1965年（昭和40年）11月3日 - 勲二等旭日重光章を賜る。
- 1966年（昭和41年）6月15日 - 紺綬褒章を賜る。
- 1970年（昭和45年）4月10日 - 東京都大田区田園調布の路上にて交通事故に遭遇して死去[4]。銀杯一組を賜る。
GHQによる公職追放の後、弁護士に転身、第一東京弁護士会所属に所属すると共に、日本弁護士連合会綱紀委員会委員長を務めた[4]。

## 栄典
- 1940年（昭和15年）8月15日 - 紀元二千六百年祝典記念章[5]

## 著作
- 田部谷忠春編『松村光磨先生業績録』都市計画協会、1973年。